# Arco da Calheta
Pour les articles homonymes, voir Calheta.
Arco da Calheta est une freguesia portugaise située dans la ville de Calheta, dans la région autonome de Madère.
Avec une superficie de 14,70 km2 et une population de 3 241 habitants (2001), la paroisse possède une densité de 220,5 hab/km2.